# Demșîn, Camenița
Demșîn (în ucraineană Демшин) este un sat în comuna Kalacikivți din raionul Camenița, regiunea Hmelnîțkîi, Ucraina.

## Demografie
Componența lingvistică a localității Demșîn
     Ucraineană (98,92%)
     Rusă (1,08%)
Conform recensământului din 2001, majoritatea populației localității Demșîn era vorbitoare de ucraineană (98,92%), existând în minoritate și vorbitori de rusă (1,08%).